# Hindsgavl

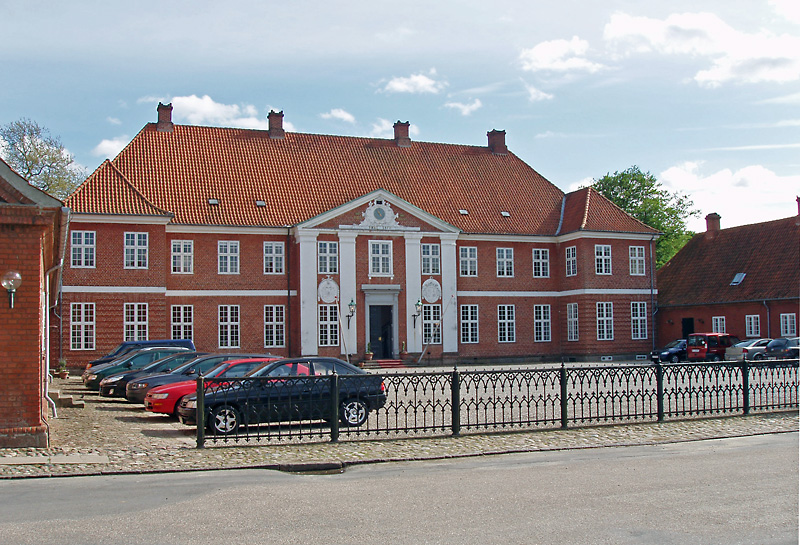
Hindsgavl

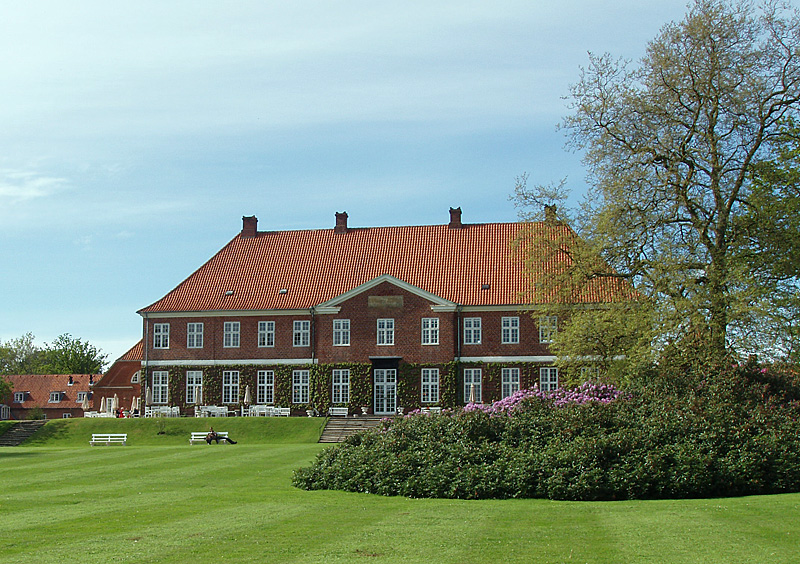
Hindsgavl, sett från parken

Hindsgavl är ett danskt gods, i nordvästra delen av Fyn, på en i Lilla Bält utskjutande udde, omkring 2 km. norr om Middelfart. Under medeltiden var Hindsgavl en konungaborg, som 1287 brändes av Marsk Stigs anhängare och där 1295 vapenstillestånd slöts mellan danske konungen Erik Menved och norske konungen Erik Prästhatare. 
1409 ingicks där förlikning mellan konung Erik av Pommern och greve Henrik av Holstein. Slottet ockuperades av svenska trupper 1657 under Karl X Gustavs första danska krig. 4 november 1659 stormades slottet av danska trupper under Ernst Albrecht von Eberstein under Karl X Gustavs andra danska krig, men det var så svårt skadat efter kriget att det var obeboeligt. 1695 såldes godset. 
Den nuvarande huvudbyggnaden uppfördes efter ritningar av Hans Næss 1784. 1815 gjordes Hindsgavl tillsammans med Fænøgaard på ön Fænø till stamhus för släkten Fønss och var detta fram till 1924. Hans Christian Andersen besökte Hindsgavls slottsträdgård 1830 och rekommenderar den i ett brev som "den vackraste utsikten på Fyn, kanske i hela Danmark". 
Den nuvarande arealen är på 171 hektar. Ägare till slottet är sedan 2003 Realdania Byg A/S. Slottet drivs som konferenshotell.